# Mare di Weddell

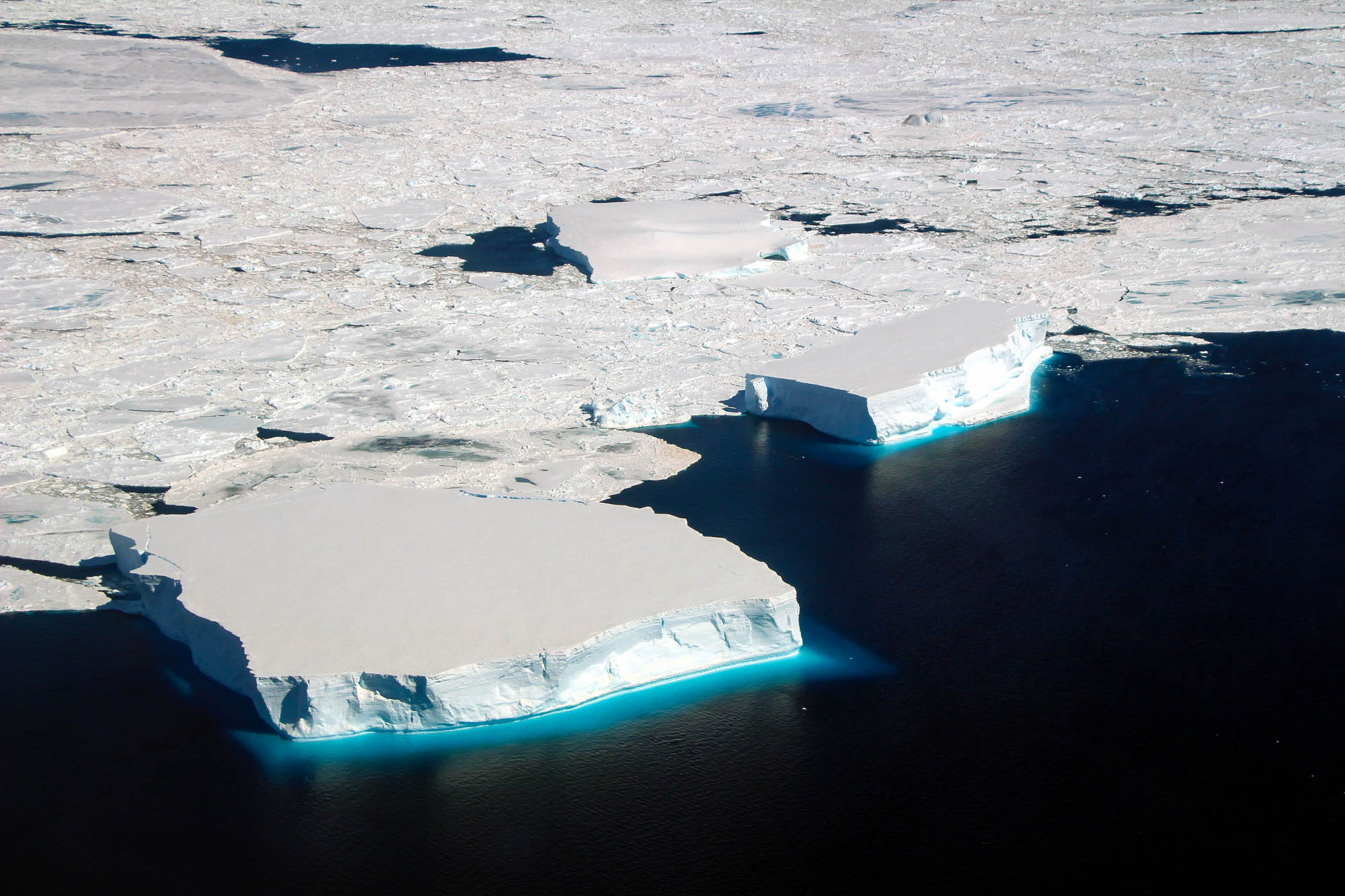

Il Mare di Weddell è un mare dipendente dell'Oceano Atlantico, situato a ridosso del continente antartico, delimitato da un'enorme baia che si trova tra la Terra della Regina Maud a est e la Terra di Graham a ovest, a nord è invece delimitato da una catena montuosa sottomarina, la dorsale indo-atlantica.
L'estremo sud-ovest, fino a Elephant Island, è perennemente ricoperto dalla banchisa, a sud è invece delimitato dai ghiacci della barriera di Ronne-Filchner. Nel complesso ha una superficie di circa 2,8 milioni di km², la larghezza massima è di 2.000 km mentre la profondità va da 500 a 5.000 m. È rivendicato dall'Argentina.

## Storia
Il nome deriva dal navigatore britannico James Weddell, che nel 1823 giunse fino alla latitudine di 74° S penetrando nella baia.
Dal 1902 al 1904 il mare di Weddell fu esplorato e misurato dallo scozzese William Speirs Bruce. Nello stesso periodo la nave Antartic della spedizione antartica svedese guidata dall'esploratore Otto Nordenskjöld restò imprigionata dal pack e affondò il 12 febbraio del 1903, l'equipaggio, dopo 16 giorni di marcia, raggiunse l'isola di Paulet dove svernò in capanne di pietra e venne salvato 10 mesi dopo. Le rovine delle capanne sono visibili ancora oggi.
Un episodio simile si ripeté nel 1916 quando l'Endurance, la nave dell'esploratore britannico Ernest Shackleton rimase imprigionata tra i ghiacci e venne distrutta. Anche in questo caso l'equipaggio fu recuperato dopo mesi di permanenza su Elephant Island.

## Descrizione
Il mare di Weddell è abitato da molte specie di animali, in particolare crostacei e oloturie, in gran parte non ancora studiate. Per quanto riguarda i mammiferi la specie più nota è la foca di Weddell. Nella parte occidentale del mare lo scioglimento dei ghiacci provoca delle variazioni di temperatura e salinità che influenzano vaste aree del mare fino in profondità.
Il mare di Weddell è anche il mare con l'acqua più limpida al Mondo. Il 13 ottobre 1986, un'équipe di scienziati olandesi dell'Alfred Wegener Institute lanciò in acqua un disco di Secchi che rimase visibile fino ad una profondità di 79.8 metri (262 piedi), il che equivale ad una trasparenza paragonabile a quella dell'acqua distillata.

## Videogiochi
Nel mare di Weddel è ambientato il livello finale di Treasures of the Deep.